# Manuel Suárez y Suárez
Manuel Suárez y Suárez (Teifaros, Navia, Asturias, España, 23 de marzo de 1896 - Ciudad de México, 23 de julio de 1987) fue un empresario muy influyente en México, inmigrante español y benefactor de las bellas artes. Fue el más importante mecenas del muralismo mexicano.
Fue padre de la maestra Concepción Suárez Ruiz, psicóloga graduada de la UNAM con quien fundó el Colegio Teifaros, en el Barrio La Concepción, Coyoacán, CDMX.

## Su vida en México

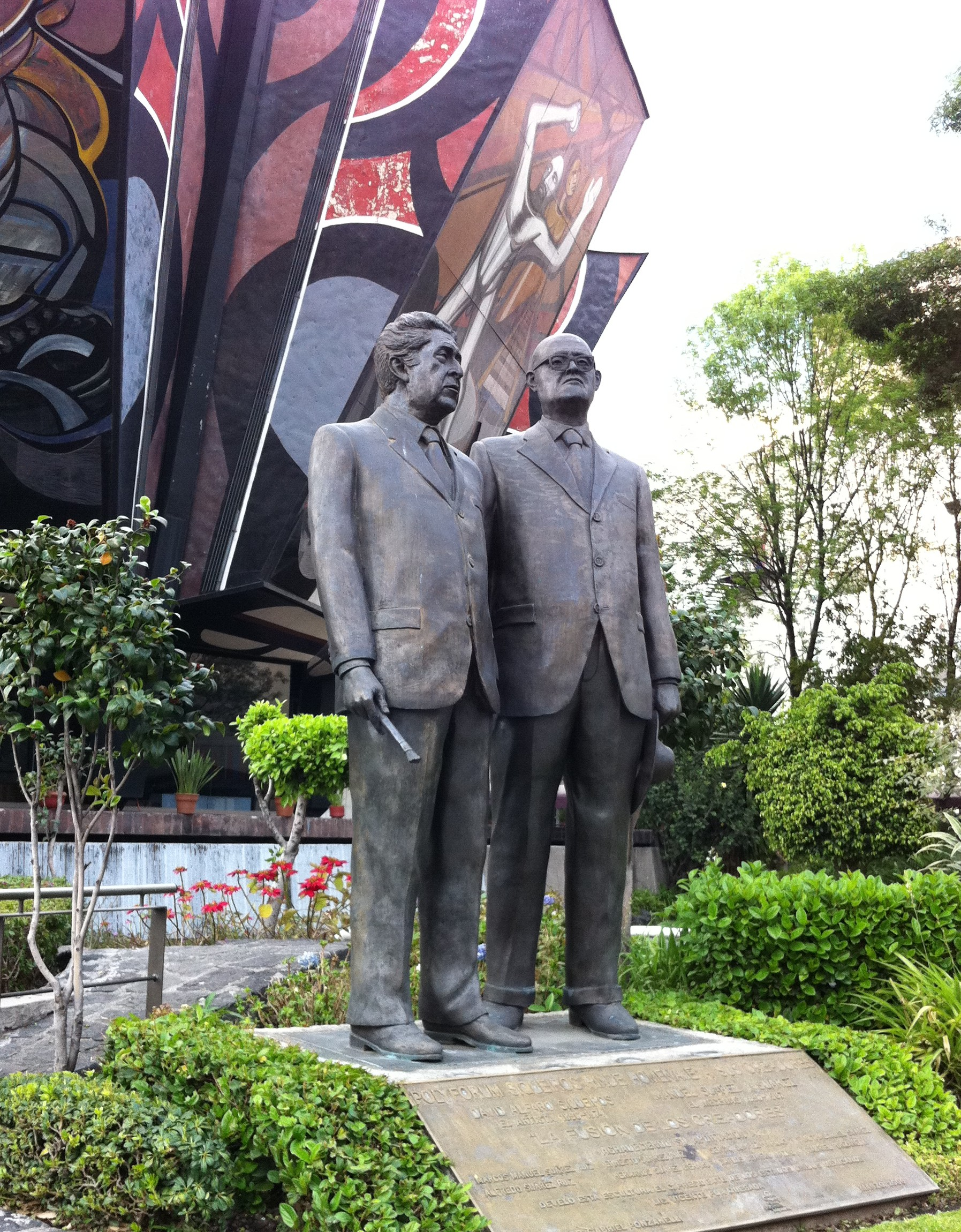
Escultura Don Manuel Suárez

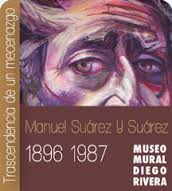
Exposición Trascendencia de un mecenazgo, en el Museo Mural Diego Rivera.

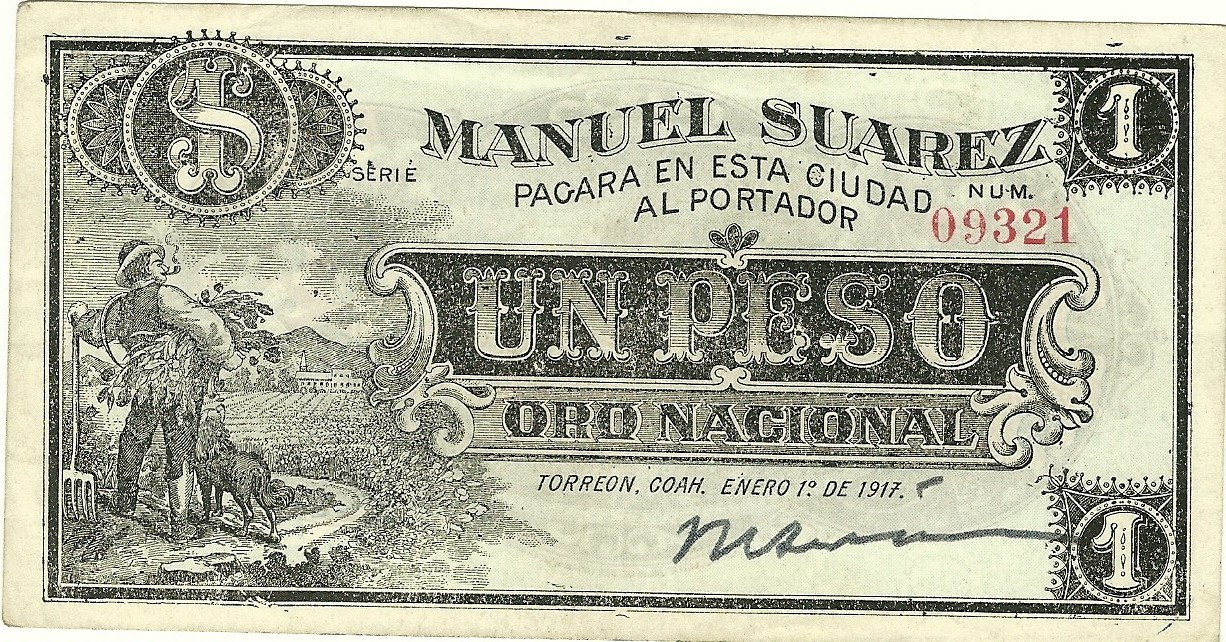
Billete de $1 peso de Manuel Suárez, de la época de la Revolución Mexicana.

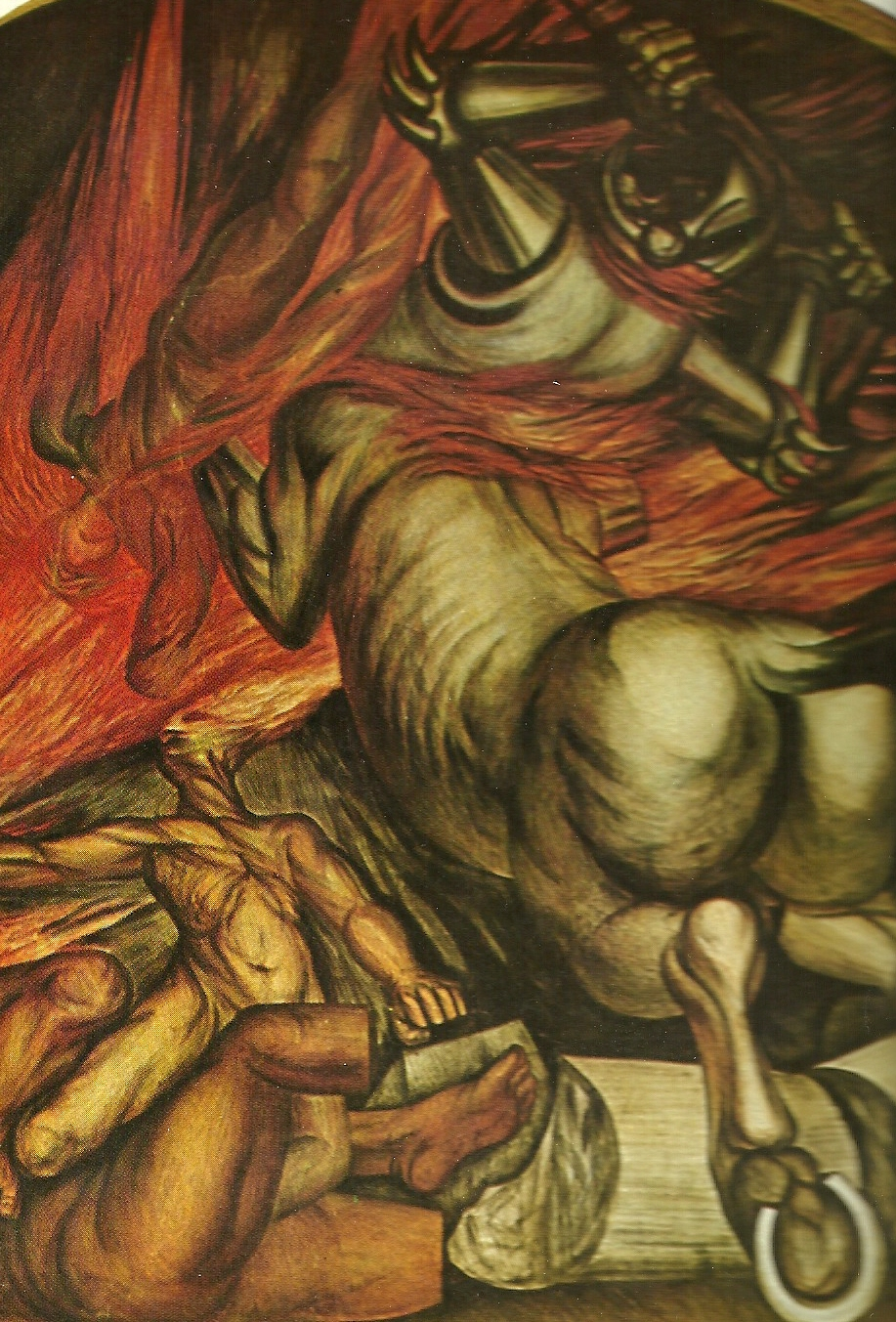
Fragmento de mural en el Casino de la Selva, Cuernavaca, Morelos, México.

Siendo adolescente, llegó a México en 1910, vía Veracruz, para reunirse con su hermano menor. Ambos trabajaron para un negocio de compraventa al mayoreo de semillas y granos, La Mexicana (propiedad de un paisano llamado Melquiades), ubicado el barrio de La Merced, en la capital. Debido al ambiente revolucionario, el joven Suárez se incorporó al ejército de Francisco Villa, formando parte de su División del Norte, y a quien conoció durante los viajes que realiza al centro y norte del país para la compra de granos; a la derrota de las fuerzas villistas, Suárez regresó a la Ciudad de México, se independizó y continuó con sus actividades de compraventa de varios productos.
Después del golpe de Estado en el que fue asesinado Francisco I. Madero (la Decena trágica), por la gran velocidad en la que se desmoronó el sistema bancario mexicano en 1913, jefes militares, gobiernos estatales y grandes comerciantes se vieron obligados a elaborar su propia moneda de necesidad (véase Bilimbiques) para continuar sus actividades, siendo de los primeros el primer jefe del Ejército Constitucionalista, Venustiano Carranza. Manuel Suárez no se quedó atrás, y creó también su billete, a los 21 años de edad.
En 1936, se consolida la empresa Techo Eterno Eureka de la que Suárez fue fundador y para la cual, siendo presidente de México Lázaro Cárdenas, le concedió el primer crédito por medio del Banco Hipotecario Urbano y de Obras Públicas, a fin de que esa empresa fabricara tubería de asbesto y cemento para infraestructura sanitaria en los puertos de Tampico, Veracruz y Acapulco. Entonces construyó obras, carreteras, puertos y presas.
En 1943, Manuel Suárez y Suárez obtuvo la nacionalidad mexicana. A finales de este año, hizo donativos al sector salud en México: el Laboratorio de Fisiología y Farmacología y también un moderno edificio para el nuevo Instituto Nacional de Cardiología del doctor Ignacio Chávez.
En esa época, según cuenta Suárez, el presidente Manuel Ávila Camacho le ofreció tres veces la cartera de Economía, pero las tres la rechazó, porque entendía que la actividad empresarial debe estar separada de la política. Y así participó en la construcción de varias escuelas primarias. Una de ellas, para la colonia Portales: la Escuela de Políglotas y Prácticos, que después sería rebautizada en su honor.
En 1949, apoyó y dio alojamiento a un grupo de personas que llegaban desde España en el barco ''Marqués de Comillas''; entre ellas, su amigo Pedro Casciaro, quien con este grupo de personas formó el primer centro del Opus Dei en América.

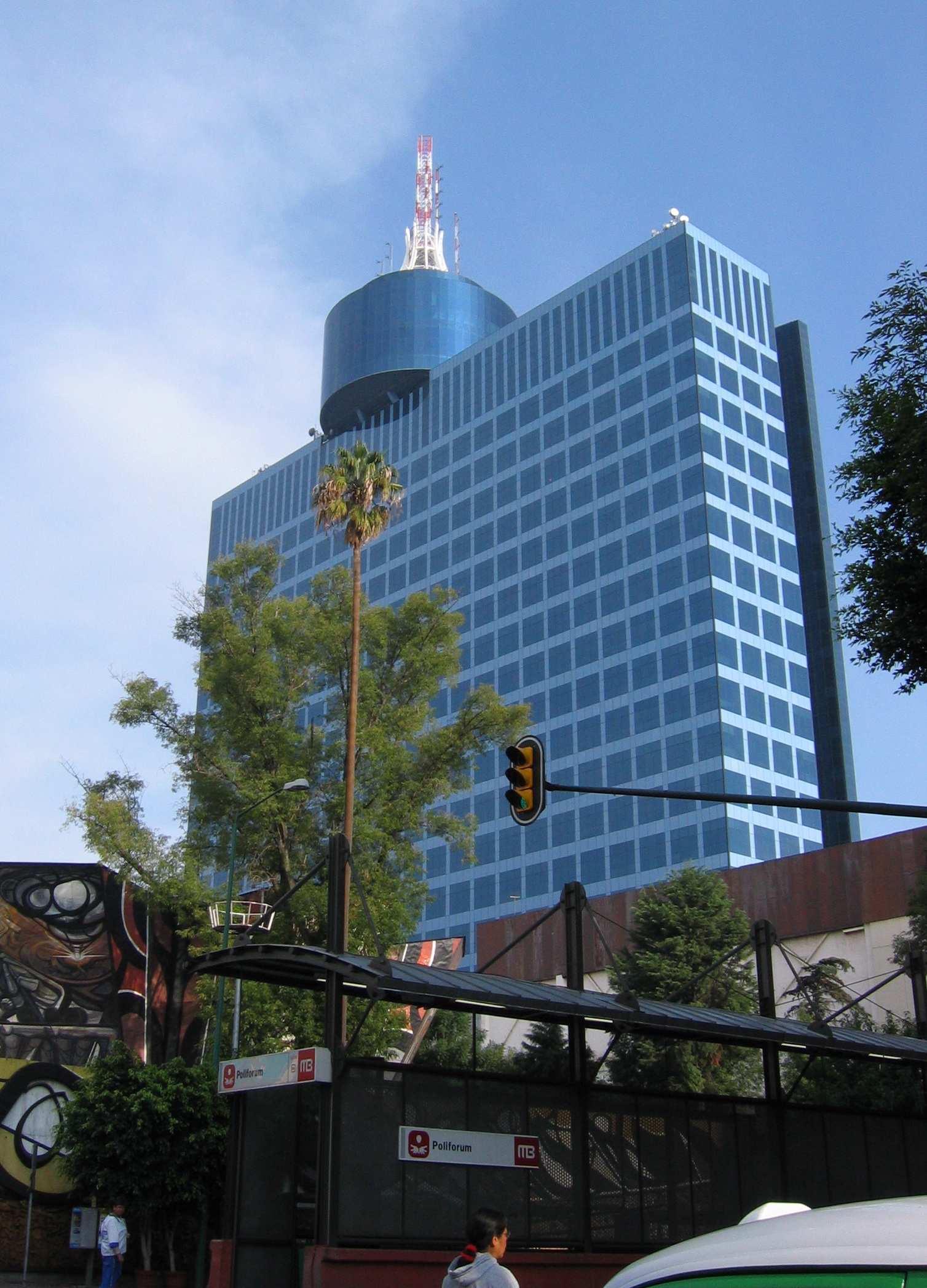
World Trade Center México

También colaboró activamente en la ayuda a refugiados españoles. De esta forma, contrató a Jesús Martí, Félix Candela y Josep Renau. Con esta tríada se creó una casa de cultura, en el país. Más adelante, como apoyo a sus paisanos, auspició la empresa Vías y Obras, que tuvo entre sus socios a Carlos Gaos, a Enrique Segarra y a Arturo Sáenz; con ellos y con otros españoles se edificaron obras como el Hotel Mocambo, el Hospital Regional, el Consulado de los Estados Unidos y el Edificio Bahía, entre otras obras.
Siempre buscó la forma de agradecer y regresarle también a su país natal el haberle inculcado sus valores. Y es por eso que creó, con el propósito de ayudar a más asturianos a cumplir sus metas y lograr una mejor preparación académica, la Fundación Benéfica Manuel Suárez. Esta se encuentra en la avenida que lleva su nombre, en la localidad de Navia, en Asturias. Por su destacada ayuda a la educación, se le concedieron los títulos de Gran Cruz de Alfonso X el Sabio e Hijo predilecto de Navia.
Más adelante, en 1965, organizó a empresarios del sector turístico en Morelos así como a instituciones de servicios e industriales, para crear el comité organizador y así celebrar el primer Carnaval de Cuernavaca.

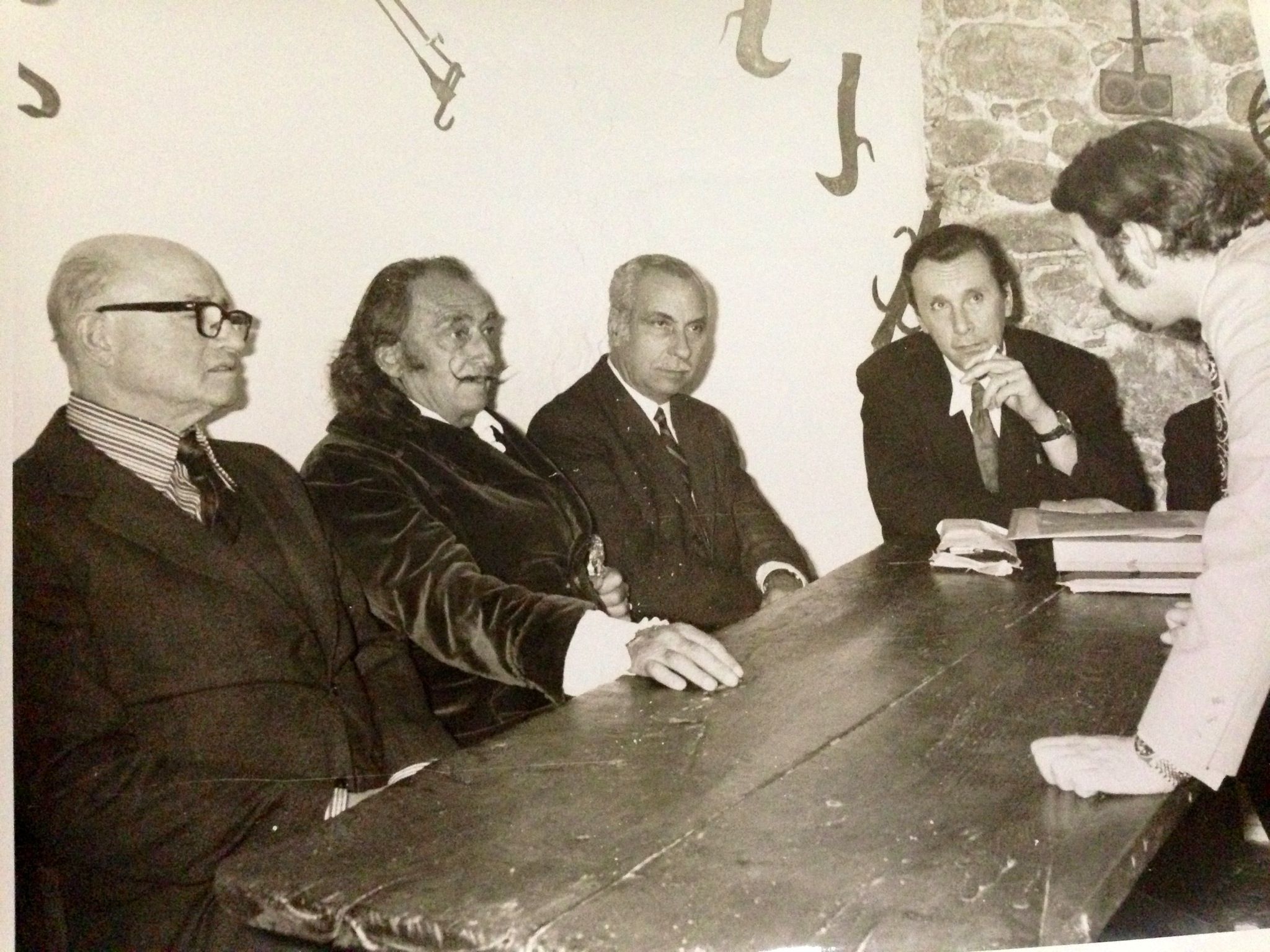
Manuel Suárez y Salvador Dalí

Ya en la década de los 70, y por encima de ideologías tan distintas a la suya como la del muralista David Alfaro Siqueiros quien fue comunista, Suárez lo invitó a participar en la realización de una serie de enormes cuadros para decorar la sala de convenciones que se estaba construyendo en su Hotel Casino de la Selva, proyecto que se suspendió debido al encarcelamiento del pintor. Pero al salir de la cárcel de Lecumberri, Siqueiros propuso mejor pintar un mural. De esa manera, Suárez decidió que se construyera un inmueble especial para albergar el mural La Marcha de la Humanidad, cuyo diseño (un octágono, por dentro, y un dodecaedro por fuera) lo hizo una experiencia artística singular. Esa obra recibe actualmente el nombre de Polyforum Cultural Siqueiros, y alberga el mural más grande del mundo.
Para decorar lo que sería el vestíbulo del Hotel de México, invitó al artista japonés Taro Okamoto, para que pintara el mural Mito del mañana o Myth of Tomorrow, que muestra los horrores de la bomba atómica en Hiroshima, Japón. Esta obra fue comparada con el Guernica, de Pablo Picasso.